# Evgeny Andreev
Evgeny Nikolaevich Andreev (en ruso: Андреев, Евгений Николаевич (парашютист), tr.: Evgeny Nikoláevich Andréev); que nació en la ciudad de Novosibirsk, en la antigua URSS, actualmente Rusia, el 4 de septiembre de 1926 y falleció en Rusia el 9 de febrero del año 2000), fue un militar que alcanzó la graduación de Coronel, sirviendo como paracaidista de pruebas, pionero en el salto de caída libre de la URSS y poseedor de numerosos récords mundiales en la especialidad de paracaidismo.

## Biografía
Creció y se educó en un orfanato.
Fue miembro del PCUS desde 1972.Vivió en la región de Chkalovsky, en Moscú. Falleció el 9 de febrero de 2000, siendo enterrado en el cementerio de la aldea Leoniha, región de Schelkovskogo, Moscú.

## Carrera militar y paracaidística
Pasó a engrosar las filas del Ejército Rojo en 1943 y fue destinado ese verano a la escuela de Armavir(Rusia), en el grupo de prueba de paracaídas del Instituto de la Fuerza Aérea Soviética (NII VVS), donde trabajó como plegador de paracaídas entre 1945-47. Se graduó en la Escuela Militar de Paracaidismo de Riazán en 1955 y trabajó de paracaidista de pruebas para el GK NII VVS desde 1947 hasta noviembre de 1984. 
Durante su carrera como paracaidista de pruebas, el 1 de noviembre de 1962, como parte de un experimento secreto realizado por el jefe del programa espacial soviético Serguéi Koroliov, se efectuó una serie de saltos desde alta cota para probar la capacidad de supervivencia de los futuros cosmonautas y Evgeny efectuó un total de 8 saltos de prueba desde la estratosfera.
Durante uno de esos experimentos, Andreev realizó un ascenso en la localidad de Volsk, región de óblast de Sarátov desde el globo aerostático “Volga”, junto con Piotr Dolgov. Andreev saltó desde una altura de 25 500 metros y abrió la campana a 1000 metros, realizando una caída libre de 24 500 metros, sin ayuda de estabilización, superando en caída libre los 900 kilómetros por hora.
Participó en 8 récords mundiales de paracaidismo y acumuló más de 4800 saltos. Entre 1986-88 trabajó en pruebas de paracaídas de salvamento para el NII AU.

## Premios
- Héroe de la Unión Soviética el 12DIC1962 (Medalla 11092)
- Orden de Lenin en 1962
- Maestro del Deporte en Paracaidismo de la URSS en 1963
- Orden de la Estrella Roja en 1967, y otras diversas medallas militares.
- Paracaidista de pruebas de la Unión Soviética en 1985 (Diploma número 3)
- Orden de la Guerra Patria
- Medalla por el Servicio de Combate
- Medalla por Servicio Intachable
- Diversas medallas adicionales